# Pothyne luzonica
Pothyne luzonica är en skalbaggsart som beskrevs av Stefan von Breuning 1942. Pothyne luzonica ingår i släktet Pothyne och familjen långhorningar.
Artens utbredningsområde är Filippinerna. Inga underarter finns listade i Catalogue of Life.